# Міст Честіо
Міст Честіо, також міст Святого Бартоломея (італ. Ponte Cestio, Ponte San Bartolomeo, лат. Pons Cestius) — найдавніший, після сусіднього мосту Фабричіо, що зберігся міст Рима.

## Опис

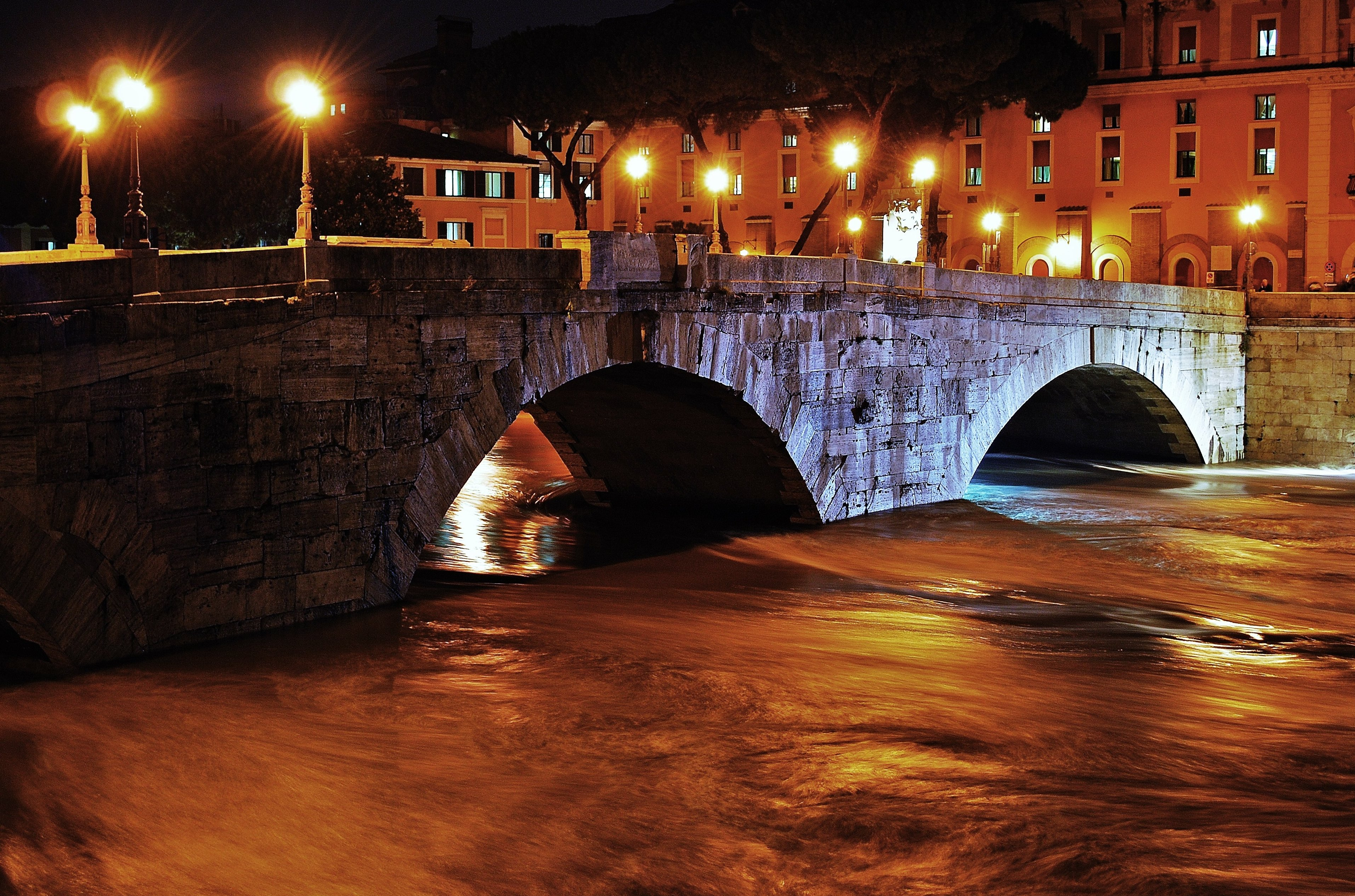
Висока вода на Тибрі, грудень 2008

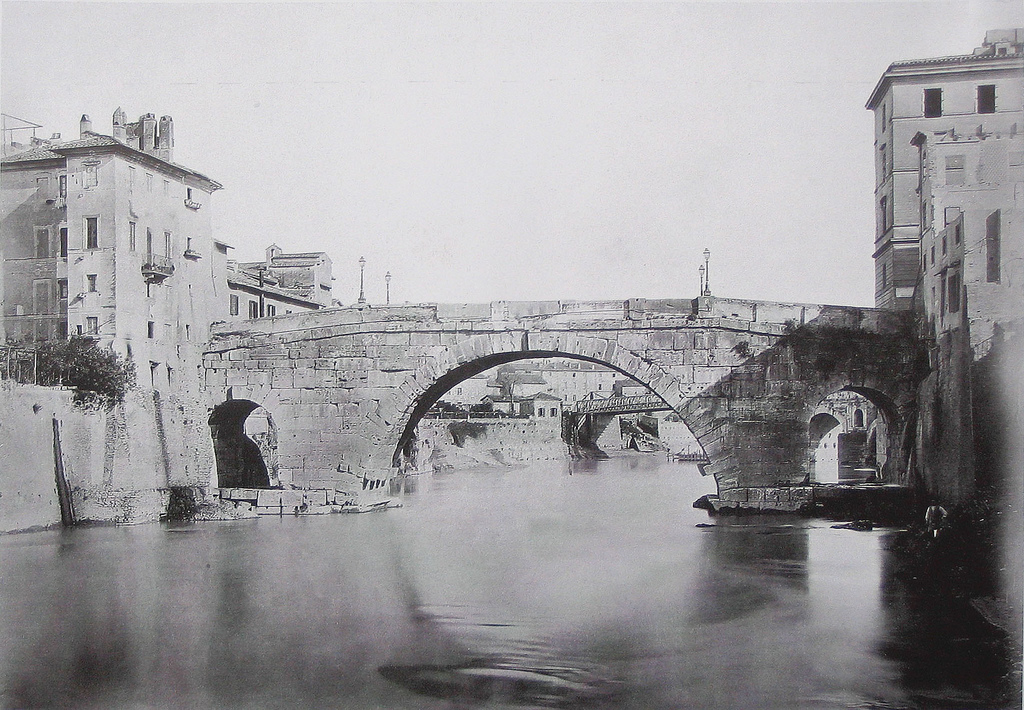
Міст у 1880 р., перед реконструкцією

Міст з'єднує Тіберіну, острів на Тибрі, з міським районом Трастевере. Споруда була зведена у 60 — 27 роках до н. е. Міст Честіо був першим мостом, який сягнув правого берега Тибру з острова Тіберіни. Хоча острів вже давно був з'єднаний з лівим берегом річки та серцем стародавнього Риму, навіть до будівництва мості Фабричіо, правий берег (Трастевере) лишався нез'єднаним мостами аж до появи мосту Честіо. Відомі декілька членів клану Цестіів (Честіів) у 10му ст. до н.е., але не має певності, хто з них збудував цей міст., можливо, він збудований Луцієм Цестієм, братом Гая Цестія (див. піраміда Цестія).
У 4-му ст. н.е. міст був перебудований за правління імператорів Валентиніана I, Валента та Граціана та заново присвячений 370 року як міст Граціана (лат. Pons Gratiani). Міст був перебудований з використанням туфу та пеперину і облицьований травертином. Частина матеріалу для мосту була взята зі знищеного портика розташованого поруч театру Марцелла.
З XV століття міст називається на честь церкви святого Бартоломея на острові Тіберіна -Ponte San Bartolomeo.
Міст був повністю оновлений у 1888—1892 роках в зв'язку з проведенням каналізації та будівництвом підпірних стін вздовж набережної Тибру, оскільки західний канал річки був розширений з 48 to 76 метрів. Стародавній міст просто не був достатньо довгим. Новий міст, з трьома великими арками, був збудований на місці старого, а для його центральної арки використали бл. 2/3 оригінальних матеріалів.